# Hrabstwo Milam

Piramida wieku hrabstwa

Hrabstwo Milam – hrabstwo położone w USA w stanie Teksas. Utworzone w 1836 r. Siedzibą hrabstwa jest miasto Cameron. Wschodnią granicę hrabstwa wyznacza rzeka Brazos, ponadto hrabstwo przecina jej dopływ Little River.

## Gospodarka
Na początku XXI wieku produkcja aluminium, agrobiznes i wydobycie węgla brunatnego były głównymi elementami gospodarki regionu. 
- uprawa kukurydzy (18. miejsce), sorgo, warzyw, bawełny, pszenicy, arbuzów, brzoskwiń i orzechów pekan[2][1]
- hodowla indyków, drobiu (21. miejsce), bydła, kóz, owiec, trzody chlewnej i koni[2]
- wydobycie ropy naftowej[3]
- produkcja siana[2]
- przemysł mleczny[2].

## Miasta
- Buckholts
- Cameron
- Milano
- Rockdale
- Thorndale

## Sąsiednie hrabstwa
- Hrabstwo Falls (północ)
- Hrabstwo Robertson (północny wschód)
- Hrabstwo Burleson (południowy wschód)
- Hrabstwo Lee (południe)
- Hrabstwo Williamson (południowy zachód)
- Hrabstwo Bell (północny zachód)

## Demografia
- biali nielatynoscy – 61,5%
- Latynosi – 27,5%
- czarni lub Afroamerykanie – 9,3%
- rasy mieszanej – 1,7%
- rdzenni Amerykanie – 1,4%
- Azjaci – 0,9%[4].